# Pawiloma festiva
Pawiloma festiva är en insektsart som först beskrevs av Melichar 1932.  Pawiloma festiva ingår i släktet Pawiloma och familjen dvärgstritar. Inga underarter finns listade i Catalogue of Life.